# Sprite (videojocs)

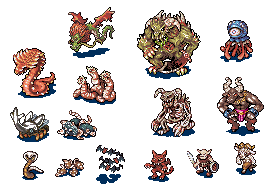
Conjunt de sprites de Battle for Wesnoth.

Un sprite és, als videojocs, un element gràfic que es pot desplaçar sobre la pantalla. En principi, un sprite és parcialment transparent, i pot ser animat (és a dir, és format de diversos mapes de bits que apareixen uns sobre els altres). El fons de pantalla constitueix generalment l'escenari i els sprites són els personatges i objectes que se superposen al fons de pantalla i que es desplacen. Un sprite també pot de vegades passar darrere un element del fons de la pantalla.
L'ús dels sprites és una tècnica fonamental en els videojocs en dues dimensions i es troba també en els jocs 3D principalment per fer efectes especials, tractar la interfície gràfica o per simplificar els objectes que es mostraran. Un sprite és una imatge rectangular de la qual es fa variar la transparència en algunes àrees utilitzant el canal alfa per a proporcionar una figura detallada que es destaca contra el fons de la pantalla, en lloc d'un rectangle. Si el format de píxel inclou un component alfa, el sprite es pot barrejar amb la imatge de fons per crear un efecte de transparència (o altres efectes, depenent de la fórmula matemàtica utilitzada).
El sistema de sprites va tenir tanta importància en la programació de videojocs que ha estat objecte de circuits dedicats a totes les consoles de jocs així com en alguns microordinadors com l'Atari XL, el C64, l'Amiga, els MSX. Per contra, en la seva absència, era necessari que la programació va emular el funcionament d'aquests circuits com l'Amstrad CPC, l'Atari ST, els MO5 i TO7, així com els primers PC compatibles, l'Apple Macintosh i el ZX Spectrum.
Encara que el pas dels videojocs a la tercera dimensió ha reduït significativament l'ús dels sprites, continuen sent essencials sobretot per als sistemes de partícules, els Z-Sprite, o al mètode de renderització conegut com a billboarding.
Un exemple molt comú d'un sprite és el cursor del ratolí a un ordinador personal.

## Sprite CSS
Els sprites poden igualment ser utilitzats per crear llocs web i per reduir el nombre de peticions HTTP. Diverses imatges es combinen en un sol fitxer anomenat full de sprites. La imatge és llavors desplaçada per mostrar l'àrea desitjada amb les regles del CSS.